# Phyllocycla sordida
Phyllocycla sordida är en trollsländeart som först beskrevs av Selys 1854.  Phyllocycla sordida ingår i släktet Phyllocycla och familjen flodtrollsländor. IUCN kategoriserar arten globalt som otillräckligt studerad. Inga underarter finns listade i Catalogue of Life.